# Honda (Tolima)
Pour les articles homonymes, voir Honda (homonymie).
Honda est une ville et une municipalité du département de Tolima, en Colombie.
La population de la municipalité était de 26 873 habitants lors du recensement de 2005
Avec Líbano, également situé dans le département de Tolima, Honda est le siège du diocèse catholique de Líbano-Honda. Les principales industries de Honda sont le tourisme, la pêche, et l'élevage du bétail.

## Origine du nom

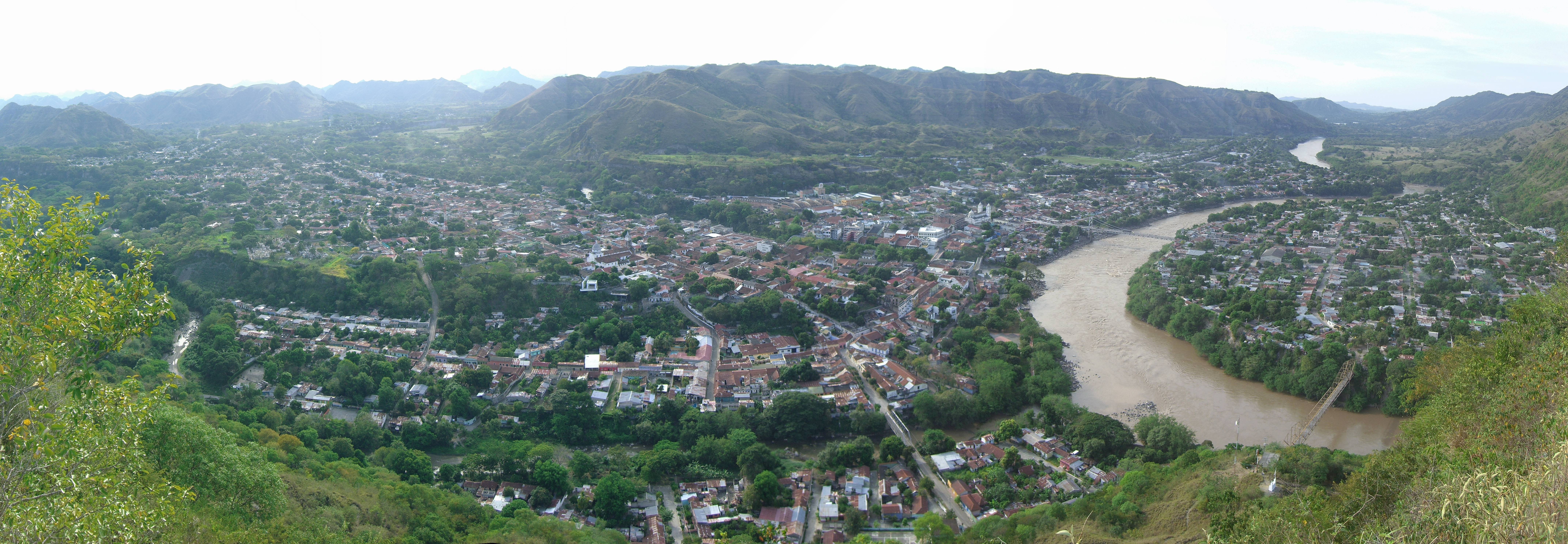
Vue panoramique de la ville depuis le sud.

Honda tire son nom du peuple indigène des Ondaimas, qui peuplait les rives du fleuve Magdalena et la région où se trouve aujourd'hui la ville.
Honda est appelé la « cité des ponts », car elle en compte plus de 25, situés sur le río Magdalena, le río Gualí, le río Guarinó et la Quebrada Seca. On l'appelle également « la cité de la paix », car elle a échappé à l'essentiel de la violence des années 1950.

## Histoire

### Époque précolombienne
Bien avant l'arrivée des Espagnols, une population aborigène avait réussi à établir un réseau d'échanges entre les populations voisines établies sur les flancs montagneux des cordillères centrale et orientale, faisant du site de Honda un lieu de passage obligé.
Habitée initialement par les aborigènes Ondaimas et Gualies de l'ethnie Panche, une famille linguistique appartenant aux Caribes, dont on trouve les vestiges principalement sur les terrasses de la région, bien que, dans le secteur de Perico, on ait découvert un abri rocheux où se trouvait une forme d'art rupestre.
Sur les sites que l'on connait aujourd'hui, tels que Alto del Rosario, La Sonrisa, Arrancaplumas, Santa Lucía, Bogotá, el Triunfo, parmi d'autres, on a découvert lors de fouilles récentes des urnes funéraires, des objets de pierre, des céramiques et des ossements.

### Découverte par les Espagnols et fondation de la ville actuelle

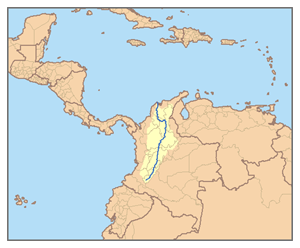
Le bassin irrigué par le río Magdalena

Honda est une des villes les plus anciennes de Colombie. Elle a été fondée le 24 août 1539. L'âge d'or de la ville se situe entre les années 1850 et 1910, alors que la Magdalena constituait le seul moyen de transport entre la côté caraïbe et la ville de Bogotá, située à l'intérieur des terres. La ville était alors le principal port fluvial du pays, et toutes les marchandises et biens importés qui arrivaient à Bogota transitaient par le port de Honda.
En l'an 1539 les conquistadors Gonzalo Jiménez de Quesada, Sebastián de Belalcázar, Nicolás de Federmán, Fray Domingo de las Casas et Juan de San Martin, naviguaient sur le fleuve Magdalena vers l'Espagne et virent pour la première fois le site de la ville. Jiménez de Quesada envoya son frère Hernan Pérez de Quesada, qui envoya à son tour Baltazar Maldonado pour explorer la région où l'on déjà trouvait un village indigène appelé Honda. Le 24 août 1560, Francisco Nuñez Pedrozo a établi un village dans le même endroit qu'il a nommé San Bartolomé de Las Palmas. Cinquante ans plus tard quelques habitants de la ville voisine de Mariquita sont à leur tour venus s'y implanter, et ont alors donné à la ville son statut juridique de Villa (« Bourg », une agglomération d'une taille intermédiaire entre un village et une ville).

## Personnalités liées à la municipalité
- José María Samper (1828-1888) : écrivain né à Honda.
- Alfonso López Pumarejo (1886-1959) : président de la république né à Honda.